# أنتوني باريت
أنتوني باريت هو لاعب كرة قدم كندية كندي، ولد في 22 أبريل 1986 في فردان في كندا.